# Mushulatubbee
Mushulatubbee (en chacta Amoshulitabi, "Celui qui éteint et tue") était le chef de la tribu amérindienne Choctaw durant leur déportation en Oklahoma.

## Biographie
En 1812, il a aidé Andrew Jackson dans la guerre contre les Creeks. Il a signé le traité de Fort St. Stephens le 24 octobre 1816 et celui de Doak's Stand le 18 octobre 1820. En décembre 1824, il a mené une délégation choctaw à Washington.
Le 26 septembre 1830, il participe avec le grand chef choctaw Greenwood LeFlore, aux négociations et à la signature du traité de Dancing Rabbit Creek, qui a autorisé la réquisition des territoires choctaws dans le Mississippi contre des territoires en Oklahoma, selon l'Indian Removal Act qui a permis la déportation des Amérindiens.
Mushulatubbee meurt de la variole le 30 août 1838 en Arkansas.